# Армяне в Мексике
Армяне в Мексике (арм. Հայերը Մեքսիկայում, исп. Armenios en México) — одна из самых небольших по численности армянских общин, по сравнению с другими странами. Армяне стали прибывать в Мексику между 1910—1928 годами, подавляющее большинство прибыло после Геноцида армян 1915 года. В основном это были студенты, торговцы, рабочие, художники и предприниматели. По неофициальным данным 2003 года на территории Мексики проживало около 400 армян.

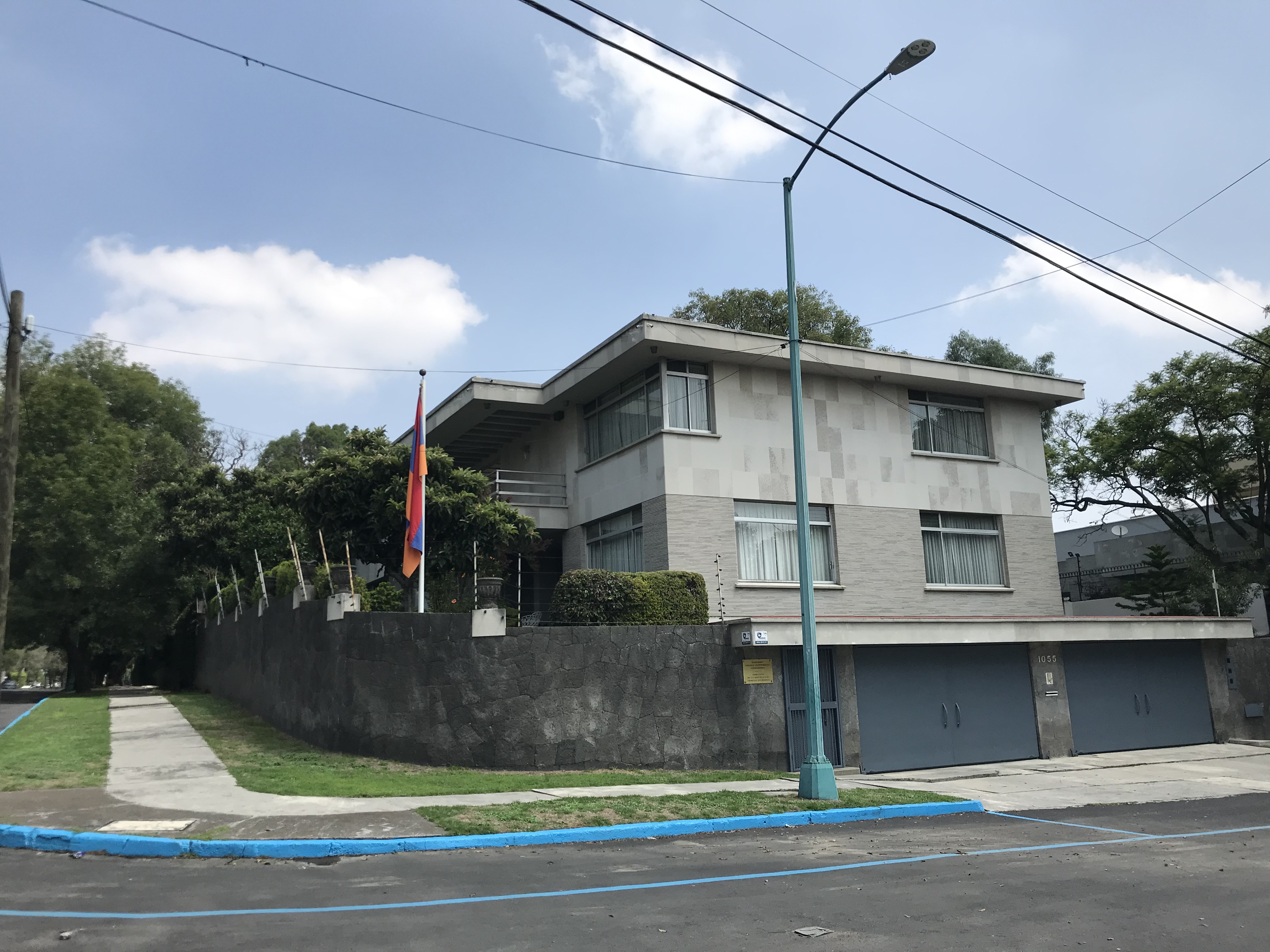
Посольство Армении в Мехико

## История
Самая ранняя известная запись зафиксировавшая первого прибывшего в Мексику армянина, была в 1632 году, им был Франсиско Мартин. В 1723 году армянин Дон Педро де Сарате прибыл в Мексику на испанском галеоне из Китая в Акапулько. В 1897 году президент Мексики Порфирио Диас планировал проект по созданию сельскохозяйственного сообщества с армянскими поселенцами в Сото-ла-Марина, Тамаулипас (северная Мексика); Тем не менее, проект осуществлен не был. После Геноцида армян, совершенного османскими войсками в апреле 1915 года, многие армяне начали иммигрировать на Американский континент. С 1921-1928 гг, в Мексике была открытая иммиграционная политика для иностранцев. За это время около 300 армян эмигрировали в Мексику.
Мексика не была конечным пунктом армянских беженцев, они стремились перебраться в США, но из-за тяжелой дороги, и нехватки средств часть из них осела в Мексике, в основном в одном из районов Мехико, в Ла-Мерсед. Многие из них стали, коробейниками, сапожниками и владельцами магазинов. Из-за относительно небольшой численности, армянская община Мексики (по сравнению с более крупными общинами Аргентины и Бразилии) не смогли открыть армянскую школу или общественный центр, которые бы в свою очередь, позволили армянской общине не ассимилироваться среди мексиканцев.
Армянская община Мексики сегодня насчитывает приблизительно 400-500 человек. Многие члены армянской общины стали известными политиками, художниками и актерами; второе поколение армян в Мексике, то есть, молодые потомки тех, кто прибыл в 1915 году, практически утратили армянский язык, армянские традиции и обычаи.